# الحافظ (أسماء الله الحسنى)
الحافظ من أسماء الله الحسنى، وكذلك اسم الحفيظ، ومعناه : الذي يحفظ على الخلق أعمالهم، ويحصي عليهم أقوالهم ويعلم نياتهم وما تكن صدورهم، والذي ويحفظ أولياءه من الذنوب والشياطين، ومن معانيه حفظ القرآن، والحافظ في اللُغة هو الحارس .

## في القرآن الكريم
ورد الحافظ مرتين منها مرة منونًا في قوله : ﴿ فَاللَّهُ خَيْرٌ حَافِظًا وَهُوَ أَرْحَمُ الرَّاحِمِينَ﴾ سورة يوسف:64، ومرة بصيغة جمع المذكر السالم فقال :﴿إِنَّا نَحْنُ نَزَّلْنَا الذِّكْرَ وَإِنَّا لَهُ لَحَافِظُونَ﴾ سورة الحجر:9، بينما ورد اسم الحفيظ في القرآن مرتين، قال تعالى: ﴿فَإِنْ تَوَلَّوْا فَقَدْ أَبْلَغْتُكُمْ مَا أُرْسِلْتُ بِهِ إِلَيْكُمْ وَيَسْتَخْلِفُ رَبِّي قَوْمًا غَيْرَكُمْ وَلَا تَضُرُّونَهُ شَيْئًا إِنَّ رَبِّي عَلَى كُلِّ شَيْءٍ حَفِيظٌ ۝٥٧﴾ سورة هود:57، وقال ﴿وَرَبُّكَ عَلَى كُلِّ شَيْءٍ حَفِيظٌ﴾ سورة سبأ:21.

وفي الحديث: «احْفَظْ اللَّهَ يَحْفَظْكَ» ،  أي احفظ أوامره بالامتثال ونواهيه بالاجتناب، وحدوده بعدم تعديها، يحفظك في نفسك ودينك ومالك وولدك، وفي جميع ما آتاك الله من فضله.

## الأقوال في معناه
- قال الخطابي:[4] | الحافظ (أسماء الله الحسنى) | الحفيظ: هو الحافظ , فعيل بمعنى فاعل , كالقدير والعليم , يحفظ السموات والأرض وما فيهما لتبقى مدة بقائها فلا تزول ولا تدثر , كقوله تعالى : ﴿وَلا يَؤُودُهُ حِفْظُهُمَا﴾ سورة البقرة:255 ، وقال : ﴿وَحِفْظاً مِنْ كُلِّ شَيْطَانٍ مَارِدٍ﴾ سورة الصافات:7 وقال تعالى: ﴿إِنَّ اللَّهَ يُمْسِكُ السَّمَاوَاتِ وَالْأَرْضَ أَنْ تَزُولَا وَلَئِنْ زَالَتَا إِنْ أَمْسَكَهُمَا مِنْ أَحَدٍ مِنْ بَعْدِهِ إِنَّهُ كَانَ حَلِيمًا غَفُورًا﴾ سورة فاطر:41 ، وهو - سبحانه - يحفظ عبده من المهالك ومن مصارع السوء كقوله تعالى: ﴿لَهُ مُعَقِّبَاتٌ مِنْ بَيْنِ يَدَيْهِ وَمِنْ خَلْفِهِ يَحْفَظُونَهُ مِنْ أَمْرِ اللَّهِ﴾ سورة الرعد:11 : أي بأمره، ويحفظ على الخلق أعمارهم ويُحصي عليهم أقوالهم ويحفظ أولياءه فيعصمهم عن مُواقَعَةِ الذنوب ويحرسهم من مكائد الشيطان ليسلموا من فتنته وشرِّه . | الحافظ (أسماء الله الحسنى) |
- قال السعدي:[5] «الحفيظ الذي حفظ ما خلقه , وأحاط علمه بما أوجده , وحفظ أولياءه من وقوعهم في الذنوب والهلكات , ولطف بهم في الحركات والسكنات , وأحصى على العباد أعمالهم وجزاءها»
- ومن معانيه : الذي يحفظ عبده من المهالك والمعاطب ويقيه مصارع السوء، كقوله سبحانه : ﴿لَهُ مُعَقِّبَاتٌ مِنْ بَيْنِ يَدَيْهِ وَمِنْ خَلْفِهِ يَحْفَظُونَهُ مِنْ أَمْرِ اللَّهِ﴾ سورة الرعد:11 أي : بأمره .[1]

## لغويًا
الحافِظُ هو: الحارسُ، ويُقال هو حافظ العين: أي لا يغلبه النوم. والحافِظُ: هو الطريق البيِّن المستَقِيم. و الحافِظُ: من يحفظ القرآن الكريم، أو من يحفظ عددًا عظيماً من الحديث. والجمع: حُفَّاظٌ، وحَفَظَة. والحافظ: هو من يعرف من كل طبقة أكثر مما يجهل وهو من يشتغل بعلم الحديث رواية ودراية.

## وصلات خارجية
- حلقات شرح أسماء الله الحسنى لمحمد راتب النابلسي ألقيت في جامع الحمد
- شرح أسماء الله الحسنى
- آيات القرآن في أسماء الله الحسنى ومعانيها باللغة الإنجليزية وصورهم بالخط العربي
- أسماء الله الحسنى

| الرقم | أسماء الله الحسنى | الوليد | الصنعاني | ابن الحصين | ابن منده | ابن حزم | ابن العربي | ابن الوزير | ابن حجر | البيهقي | ابن عثيمين | الرضواني | الغصن | بن ناصر | بن وهف | العباد |
| 113   | الحافظ            |        |          |            |          |         |            |            |         |         |            |          |       |         |        |        |
| ----- | ----------------- | ------ | -------- | ---------- | -------- | ------- | ---------- | ---------- | ------- | ------- | ---------- | -------- | ----- | ------- | ------ | ------ |